# 原始環蟲類
原始環蟲類（學名： 或 ）是多毛綱之下的一個由原始多毛物種組成的目。動物學家雷·兰克斯特命名為haplodrili，而另一位動物學家貝特霍爾德·哈切克則在稍後時間命名為Archiannelida。本分類元本來是環節動物門之下的一個綱，甚至有其他文獻認為可以成為一個門，但現時普遍認為應該是多毛綱之下的一個目。
本目物種皆已知並沒有外在的環節，而且全是雌雄同体，跟其他多毛綱物種不同。

## 分類
本分類本來包括以下五個科：
- Dinophilidae Remane, 1925
- Nerillidae Levinsen, 1883
- Polygordiidae Czerniavsky, 1881
  - Polygordius
- Protodrilidae Hatschek, 1888
  - Protodrilus
- 囊鬚蟲科 Saccocirridae Czerniavsky, 1881[3][1]
  - 囊鬚蟲屬 Saccocirrus

但WoRMS認為這五個科除了皆為間隙生物之外就沒有其他共通點，所以認為這個分類有問題。
Polygordius跟Protodrilus均在沙間生活，但這兩個屬的物種的移動方式不同。
囊鬚蟲屬也在沙間生活，而且與多毛綱更相像。
這三個屬的唯一共通點就是體型細，而且其若蟲與其他多毛綱物種的若蟲相似。
尚有其他分類包括下列各科和屬：
- Family: Aeolosomatidae (platthuvudsmaskar)
- Genus: Hrabeiella
- Family  Parergodrilidae Reisinger, 1925
- Family  Psammodrilidae Swedmark, 1952
- Family  Protodriloididae Purschke & Jouin, 1988
- Family: Diurodrilidae
- Family: Aberrantidae Wolf, 1987
- Genus: Diplochaetetes Wilson, 1986
- Genus: Enigma[6][7]
- Family Histriobdellidae Vaillant, 1890
- Genus Kalaminochaeta Haecker, 1898
- Genus Kalymmaria Nolte, 1942
- Family Laetmonectidae
- Genus Pseudocirratulus Augener, 1922
- Family Spintheridae Augener, 1913

## 參看
- Appendiculata